# 齐家佐镇
齐家佐镇，是中华人民共和国河北省保定市唐县下辖的一个乡镇级行政单位。

## 行政区划
齐家佐镇下辖以下地区：
北齐家佐村、葛公村、张各庄村、北洪城村、南洪城村、西胜沟村、范河村、杨家奄村、全胜庄村、栗元庄村、南齐家佐村、史家佐村、管家佐村、北长峪村、王各庄村、侯各庄村、葛庄村、马家峪村、岭尔北村、三道岗村、豆铺村、北庄子村、闫庄子村和老姑村。